# Josef Koukl

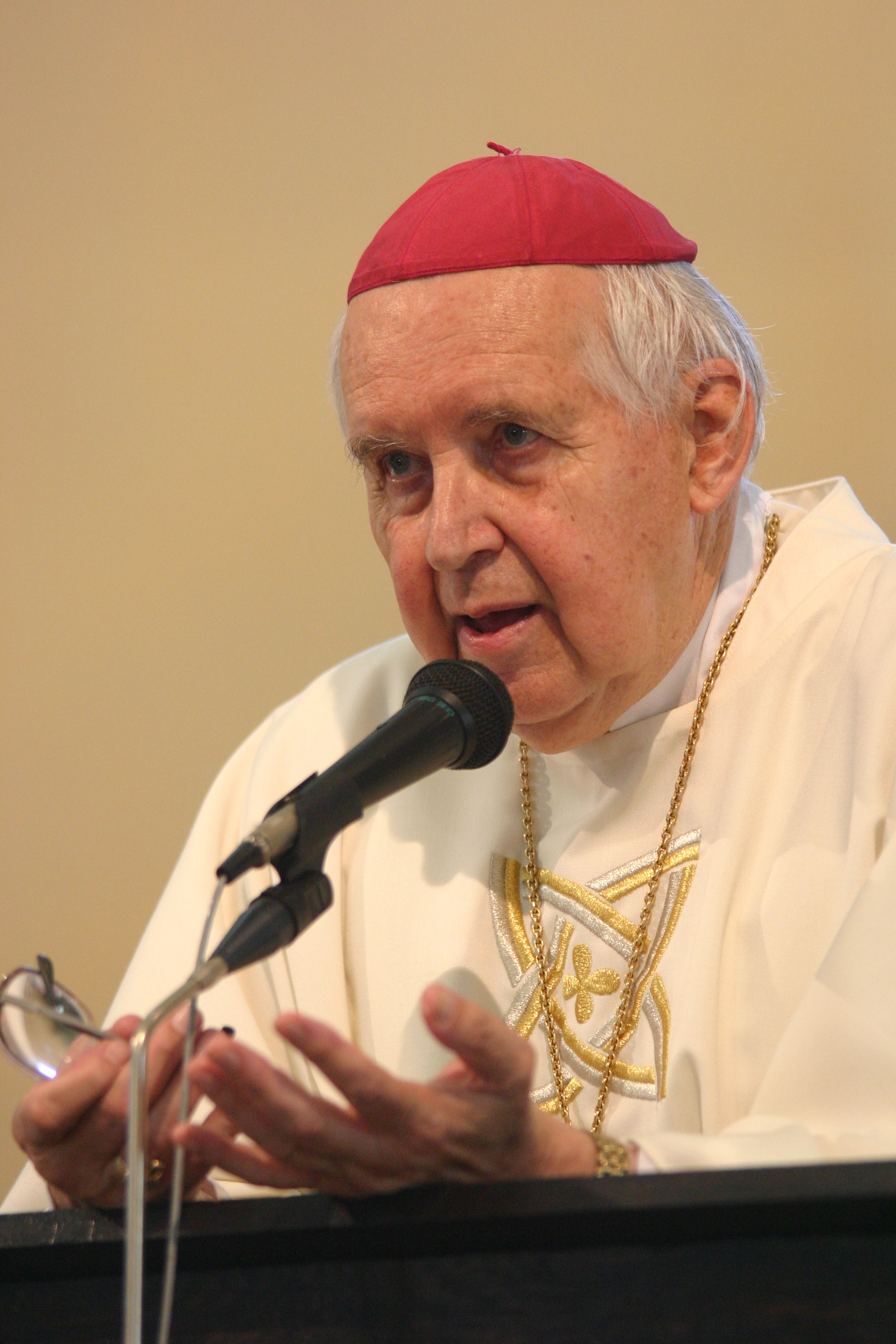
Bischof Josef Koukl

Josef Koukl (* 8. November 1926 in Brünn; † 22. Mai 2010 in Leitmeritz) war von 1989 bis 2003 Bischof von Leitmeritz (Litoměřice).

## Leben

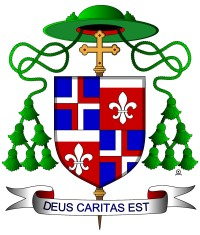
Bischofswappen von Josef Koukl

Seine Jugend verbrachte Josef Koukl in Břeclav, wo sein Vater Gymnasialprofessor war. Nach seinem Abitur 1945 in Brünn studierte er bis 1950 Katholische Theologie an der Theologischen Fakultät in Prag, wo er am 23. April 1950 die Priesterweihe empfing. Nach einer Kaplanstätigkeit in Sokolov leistete er bis 1953 den Wehrersatzdienst (PTP) ab und wirkte danach als Hilfsgeistlicher in verschiedenen Pfarreien, darunter auch am Veitsdom. Ab 1958 war er Pfarrer in Kladruby u Stříbra und wurde 1970 zum Spiritual des Leitmeritzer Priesterseminars berufen. 1974 wurde er in Prag zum Dr. theol. promoviert und wurde als Professor für Moraltheologie an die Leitmeritzer Theologische Fakultät berufen. Zudem wurde er Kanoniker des Allerheiligen-Kapitels an der Prager Burg.
Papst Johannes Paul II. ernannte Josef Koukl 1989 zum Bischof von Leitmeritz. Die Bischofsweihe spendete ihm der Erzbischof von Prag, František Kardinal Tomášek, am 27. August 1989 in der St.-Stephans-Kathedrale. Mitkonsekratoren waren der damalige Apostolische Nuntius in Polen, Erzbischof Francesco Colasuonno, und der Weihbischof in Prag, Jan Lebeda. Sein Wahlspruch war „Deus caritas est“.
Am 24. Dezember 2003 wurde seinem altersbedingten Rücktrittsgesuch durch Papst Johannes Paul II. stattgegeben. Bis Ende Februar 2004 verwaltete Koukl das Bistum als Administrator. Nach der Amtseinführung war er als Bischöflicher Promotor für den Kontakt der Tschechischen Bischofskonferenz mit auswärtigen Angelegenheiten betraut, unter anderem im Päpstlichen Rat der Seelsorge für die Migranten und Menschen unterwegs. Er war Dekan und Ehrenritter der Sankt-Georgs-Ritter-Bruderschaft zu Kärnten.
Josef Koukl wurde am 29. Mai 2010 im St. Stephansdom in Leitmeritz bestattet.

## Wirken
Für seine Verdienste um die Verständigung zwischen Deutschen und Tschechen verlieh ihm die Sudetendeutsche Landsmannschaft 2005 den Europäischen Karlspreis.
Die Ackermann-Gemeinde des Bistums Würzburg ehrte Josef Koukl am 13. Januar 2007 mit der „Nepomuk-Medaille“ für seine außerordentlichen Verdienste für den Aufbau einer versöhnten, zukunftsorientierten und friedensstiftenden Nachbarschaft zwischen Tschechen und Deutschen.
2009 wurde er für seine Verdienste um Heimatvertriebene und Aussöhnung mit der „Ulrich-von-Eschenbach-Plakette“, der höchsten Auszeichnung des Heimatkreisverbandes Leitmeritz, geehrt.